# Capture de Chusan
Première guerre de l'opium
Batailles
m
- Kowloon
- Chuanbi (1re)
- Chusan (1re)
- Barrière
- Chuanbi (2e)
- Bogue
- Première barre
- Whampoa
- Broadway
- Canton (1re)
- Canton (2e)
- Sanyuanli
- Amoy
- Chusan (2e)
- Chinhai
- Ningpo
- Tzeki
- Chapu
- Woosung
- Chinkiang
- Nerbudda

La capture de Chusan (第一次定海之戰, Capture of Chusan) par les forces britanniques a lieu les 5 et 6 juillet 1840 durant la première guerre de l'opium. Chusan est la plus grande île de l'archipel du même nom situé près de Shanghai.
Elle fait suite à deux petites escarmouches qui ont inauguré la guerre (la bataille de Kowloon et celle de Chuanbi) mais ayant eu lieu 9 mois auparavant et tout au sud de la Chine près de Canton. Les Britanniques estiment lors de ces évènements avoir enduré une « conduite insultante et injustifiable » des hauts fonctionnaires chinois et réclament la cession de l'île de Chusan en compensation. Les fonctionnaires chinois locaux se désavouent des actions de leurs homologues dans le sud, reconnaissent la différence de forces face aux Britanniques, mais estiment de leur devoir de résister. Devant le refus de céder l'île, les Britanniques lancent les hostilités le lendemain. Ils procèdent tout d'abord à un bombardement naval avant de débarquer en force. Ils ne rencontrent aucune résistance car les troupes et la population locales ont abandonné la forteresse et fuient à l'opposé de l'île.
Victorieuses sur le terrain et ayant uniquement un seul blessé, les troupes britanniques subissent cependant une épidémie de malaria en raison du climat chaud et humide, et d'autres maladies. Le 22 octobre, seuls 2 036 des 3 650 soldats sont encore aptes au service, le reste étant malade ou mort. Devant la catastrophe sanitaire et en vertu de la convention de Chuanbi, le commandement britannique ordonne l'évacuation de l'île vers Hong Kong en janvier 1841.

## Contexte
L'empereur Kangxi établit une administration dans l'archipel du même nom après les guerres contre les Zhengs à Taïwan et Geng Jingzhong (en) durant la rébellion des trois feudataires. L'administration civile du comté de Dinghai est basée sur l'île de Chusan, la plus grande de l'archipel. Le commandement régional de Dinghai (zhen) couvre une garnison militaire avec un biao de trois brigades navales et un total de 2 600 hommes. Il contrôle également une force navale (xie) basée à Xiangshan et deux brigades navales basées à Shipu et Zhenhai. En 1684, Kangxi lève l'interdiction du commerce maritime des Qing (haijin), et Ningbo est désigné comme port de commerce étranger. En 1698, les autorités portuaires établissent la « Maison des cheveux rouges » à Dinghai, où elles peuvent recevoir les britanniques. L'empereur Qianlong bannit les Britanniques de Ningbo en 1757 et Dinghai est fermé au commerce extérieur. Les Britanniques restent familiers avec l'endroit et continuent de le considérer comme un comptoir commercial potentiellement rentable.
Le 4 juillet 1840, les HMS Wellesley (en), Conway (en), Alligator (en), et Rattlesnake arrivent au large du port de Chusan. Dans l'après-midi, le capitaine John Vernon Fletcher du Wellesley, le secrétaire militaire Lord Robert Jocelyn, et l'interprète Karl Gützlaff sont envoyés à bord de la jonque d'un amiral chinois, également gouverneur des îles Chusan,. Ils remettent un message écrit du commodore Gordon Bremer (en), commandant en chef des forces navales britanniques, et du général George Burrell (en), commandant en chef des forces terrestres, demandant de céder l'île de Chusan. Bremer et Burrell affirment que l'occupation est nécessaire après la « conduite insultante et injustifiable » des hauts fonctionnaires de Canton, Lin Zexu et Deng Tingzhen (en), l'année dernière envers le surintendant principal Charles Elliot et les sujets britanniques. Une partie du message indique :
« Si les habitants desdites îles ne s'opposent pas et ne résistent pas à nos forces, le gouvernement britannique n'a pas l'intention de nuire à leurs personnes et à leurs biens. [...] Il est nécessaire pour la sécurité des navires et des troupes britanniques que votre Excellence doit céder immédiatement l'île Tinghae, ses dépendances et ses forts, et nous sommons donc Votre Excellence de se rendre la même pacifiquement, pour éviter l'effusion de sang. Mais si vous ne vous rendez pas, nous, le commodore et commandant, serons obligés d'employer des mesures guerrières pour obtenir la possession. »
Au bout d'une heure, l'amiral chinois Zhang Chaofa et d'autres fonctionnaires rejoignent les Britanniques à bord du Wellesley,. Les Chinois s'opposent à ce qu'ils soient tenus responsables des actions à Canton, en disant : « Ce sont les gens contre qui vous devriez faire la guerre, et non contre nous qui ne vous ont jamais blessé. Nous reconnaissons votre force, et savons que s'opposer serait de la folie, mais nous devons accomplir notre devoir si nous nous affrontons ». Ils sont informés que les hostilités commenceraient si la cession de l'île n'est pas effectuée avant le lendemain à l'aube. Leurs derniers mots avant de partir à 20h00 sont : « Si vous n'avez pas de nos nouvelles avant le lever du soleil, les conséquences seront sur nos propres têtes, ». Le commodore Bremer écrit que « les gongs et autres manifestations guerrières étaient audibles » tout au long de la soirée.

## Bataille

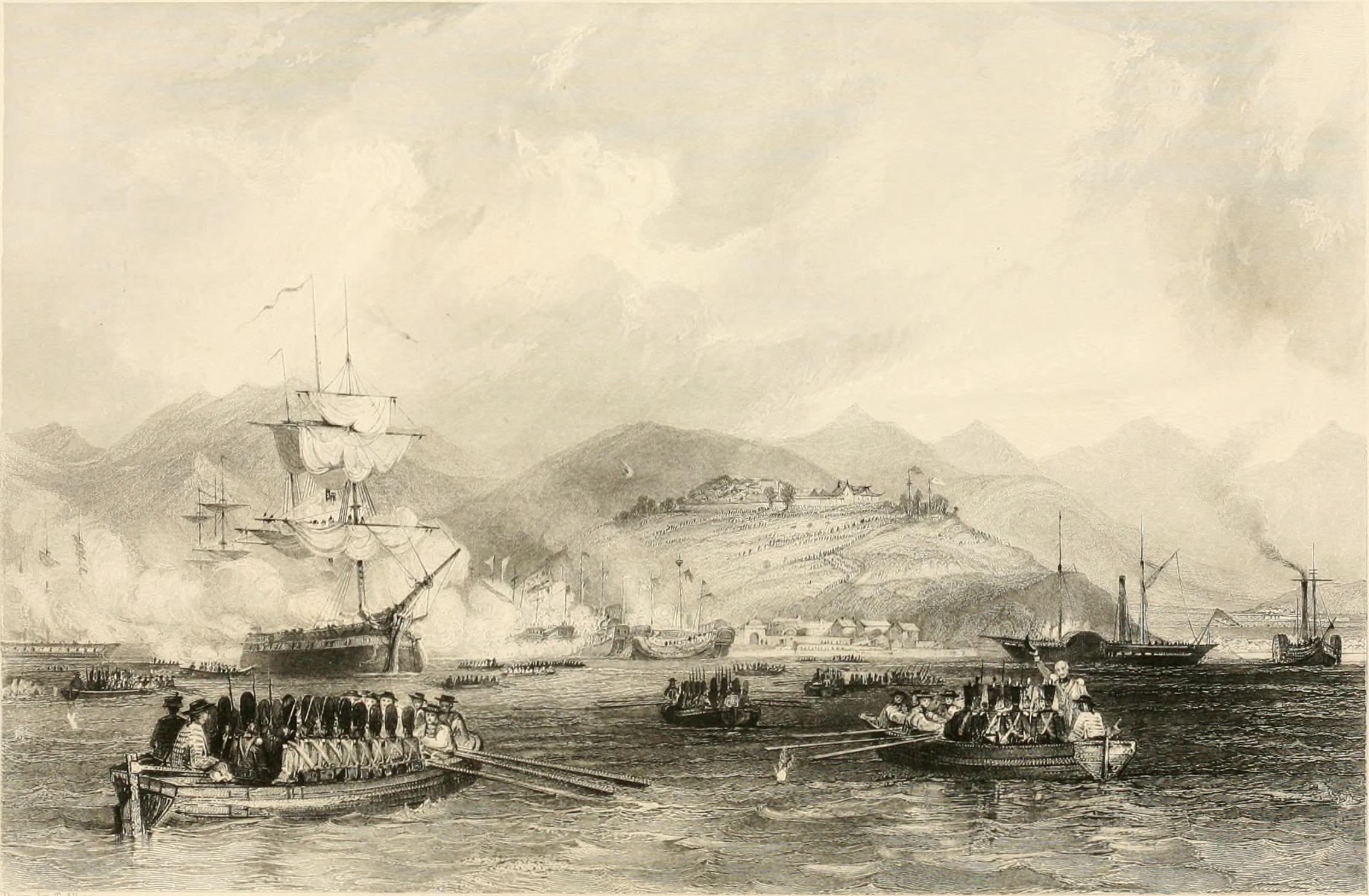
La capture de Dinghai, la capitale des îles Chusan.

Le matin du 5 juillet, un grand nombre de troupes chinoises occupent la colline et le rivage. Les marins britanniques depuis le gréement des navires observent les murailles de la ville de Dinghai, qui se trouvent à 1,6 km de distance de la plage, également bordée de troupes. Vers 14h00, les bricks Cruiser (en) et Algerine se mettent en position, et le signal est donné de débarquer. La première division comprend le 18ème régiment royal irlandais (en), les Royal Marines, le 26ème régiment (en), et deux canons de 9 livres. La deuxième division comprend le 49ème régiment (en), les sapeurs de Madras (en), et l'armée du Bengale (en). L'escadre britannique se compose des navires de guerre Wellesley, Conway, Alligator, Cruiser et Algerine, des vapeurs Atlanta et Queen, et de 10 bricks ou navires de transport, dont le Rattlesnake,,. Selon les rapports chinois, 1 540 soldats sont stationnés à Dinghai : 940 à bord de 21 jonques de guerre totalisant 170 canons, tandis que 600 sont à terre avec 20 canons. À 14h30, le Wellesley tire sur le fort chinois ressemblant à une tour Martello. Les Chinois ripostent immédiatement depuis le rivage et les jonques. La canonnade britannique dure 7 à 8 minutes avant que les troupes chinoises ne fuient vers les murailles de la ville derrière les faubourgs,.

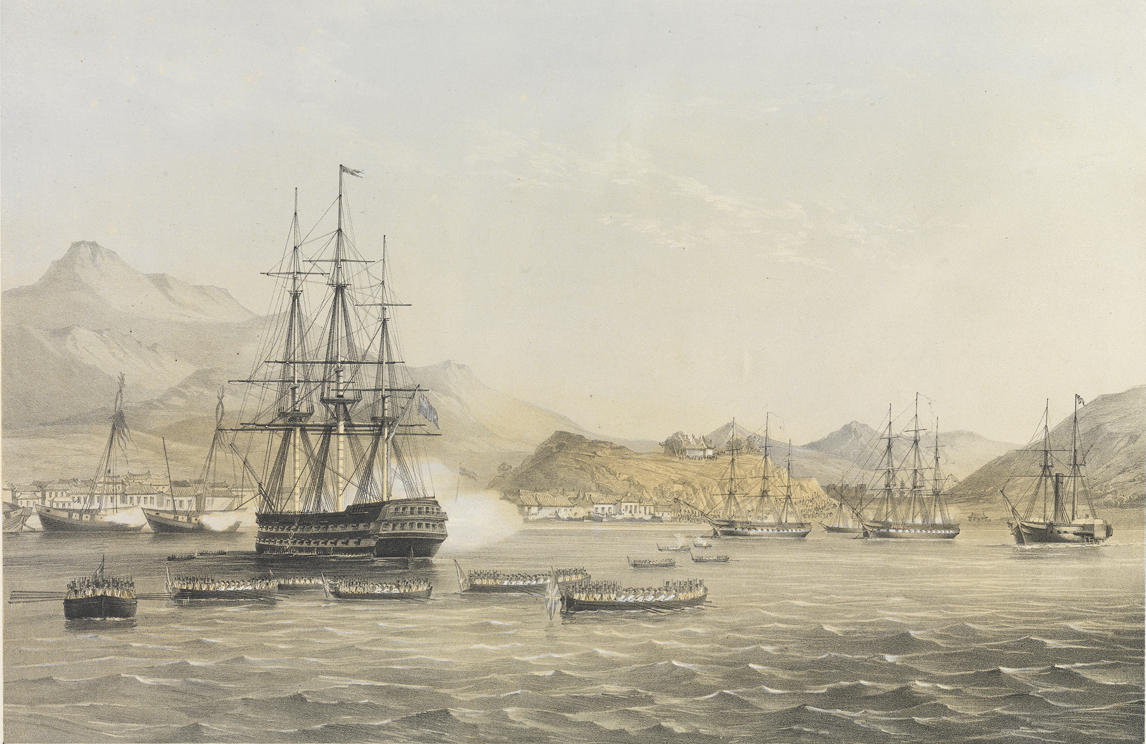
Les navires britanniques bombardent l'île tandis que les troupes se préparent à débarquer.

Les Britanniques débarquent sans opposition sur une plage déserte, que Lord Jocelyn décrit comme ayant « quelques cadavres, des arcs et des flèches, des lances et des fusils brisés ». À 16 heures, les troupes britanniques placent deux pièces d'artillerie de 9 livres à moins de 370 mètres des murs de la ville. Six autres canons de 9 livres, deux obusiers et deux mortiers sont ensuite ajoutés à l'arsenal. Le général Burrell attend le lendemain avant d'ordonner la reprise des opérations. Au matin, il envoie une équipe en reconnaissance. Bien qu'il y avait des milliers d'habitants dans la ville pendant la soirée, elle est maintenant en grande partie abandonnée et la porte est trouvée fortement barricadée par de grands sacs de grain. Une compagnie du 49ème régiment prend possession de la porte principale de la ville, où est hissé le drapeau britannique.
Les Britanniques, qui n'ont qu'un seul blessé, capturent 91 pièces d'artillerie et évaluent les pertes chinoises à 25 morts. Selon le commissaire impérial Yukien, les pertes chinoises sont de 13 morts et 13 blessées, l'amiral Zhang étant mort de ses blessures. Lord Jocelyn écrit que Zhang a été emmené à Ningbo, à l'opposé de l'île, et « bien que les honneurs aient été entassés sur lui pour sa défense vaillante mais inutile », il meurt quelques jours plus tard. Son costume est aujourd'hui exposé au musée national d'Écosse.
Lord Jocelyn fait la description suivante de la ville :
« La rue principale était presque déserte, sauf ici et là, où les gens effrayés exécutaient le kowtow à notre passage. Sur la plupart des maisons était placardé « Épargnez nos vies », et en entrant dans les maisons jos (en), on vit des hommes, des femmes et des enfants, à genoux, brûler de l'encens aux dieux, et bien que la protection leur ait été promise, leur terreur était évidente. »

## Conséquences

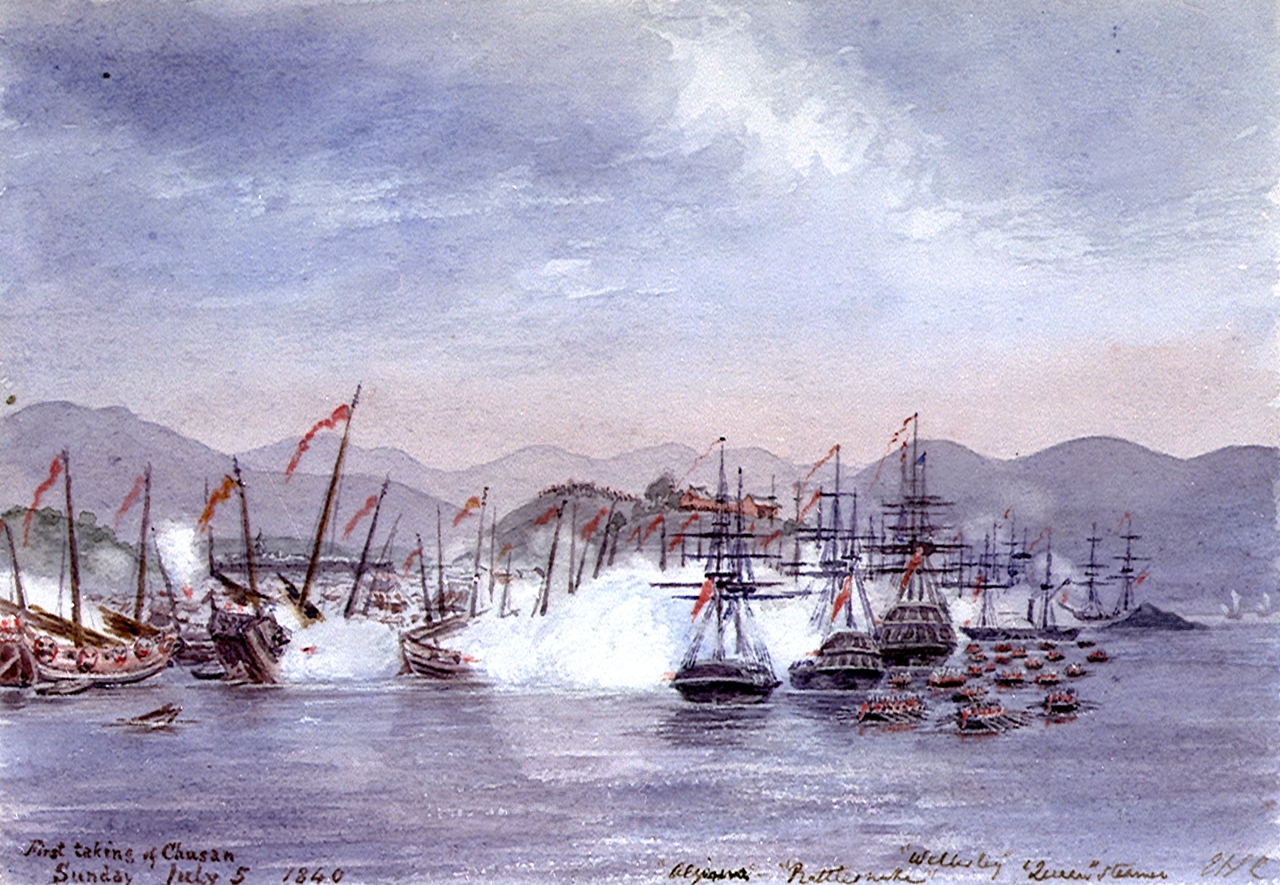
Première capture de Chusan

Le 8 juillet, le contre-amiral George Elliot (en), co-plénipotentiaire avec son cousin le capitaine Charles Elliot, émet une proclamation depuis le HMS Melville (en). Il déclare, entre autres, que les indigènes chinois continueront d'être régis par les lois chinoises (à l'exclusion de la torture), et que « l'administration civile, fiscale et judiciaire » du gouvernement chinois sera exercée sous le commandement britannique en chef des forces terrestres. Le général Burrell devient gouverneur de Chusan, Gützlaff est nommé magistrat en chef et Lord Jocelyn est nommé secrétaire militaire de l'amiral.
La maladie et la mortalité généralisées affectent les troupes qui vivent dans des conditions insalubres. Les hommes sont placés dans des tentes dressées sur des rizières basses entourées d'eau stagnante. Ces environnements humides et infestés de moustiques et le manque de drainage approprié contribue à la propagation de la malaria. L'exécution de tâches sous un climat chaud tout en portant une veste militaire aggrave la fatigue des troupes. Les mauvaises provisions, la mauvaise humeur et le découragement les amènent à boire du samshu, ce qui augmente leur risque de maladie,,. Le 22 octobre, seul 2 036 des 3 650 soldats sont encore aptes au service, le reste étant malade ou mort. Du 13 juillet au 31 décembre, il y a 5 329 hospitalisations (y compris les réadmissions) et 448 décès. La moitié des admissions sont dues à de la fièvre intermittente et les deux tiers des décès sont dus à la diarrhée et la dysenterie. William Lockhart (en) de la société médicale missionnaire de Chine (en) établit alors un hôpital à Chusan, fonctionnant du 13 septembre au 22 février 1841.
Le 23 janvier 1841, le capitaine Elliot dépêche le Columbine à Chusan, avec l'ordre de procéder à son évacuation vers l'île de Hong Kong,. Il déclare la cession de Hong Kong au Royaume-Uni après un accord de principe avec le commissaire impérial chinois Qishan quelques jours plus tôt.